# Brian Lee (catch)
Pour les articles homonymes, voir Brian Lee et Lee.
Brian Harris (né le 26 novembre 1966 à St. Petersburg, Floride), plus connu sous le pseudonyme de Brian Lee, est un catcheur (lutteur professionnel) américain.
Frère des catcheurs Ron et Don Harris et cousin de Mark Calaway il devient catcheur en 1988. Il lutte principalement dans le Tennessee à l'United States Wrestling Association puis à la Smoky Mountain Wrestling. Il se fait connaitre aussi durant cette période à la World Wrestling Federation comme étant le « faux » Undertaker lors du Pay-per-view SummerSlam en 1994.

## Carrière de catcheur

### Continental Wrestling Association puis United States Wrestling Association (1988-1995)
Harris commence sa carrière de catcheur sous le nom de Brian Lee dans le Tennessee à la Continental Wrestling Association. Le 14 novembre 1988, il affronte Phil Hickerson dans un match pour le championnat poids-lourds de la CWA qui se termine sans vainqueur. Cela contraint la CWA de retirer le titre à Hickerson et d'organiser un tournoi qui voit la victoire en finale de Lee cinq jours plus tard face à Mike Miller,. Son règne s'arrête le 10 décembre après sa défaite face à Sid Vicious.